# Binia Feltscher-Beeli
Binia Feltscher-Beeli, née le 13 octobre 1978 à Coire, est une joueuse suisse de curling. Elle est notamment médaillée d'argent aux Jeux olympiques d'hiver de 2006 et championne du monde et d'Europe en 2014.

## Carrière
Pendant sa carrière, Binia Feltscher-Beeli participe six fois aux championnats d'Europe où elle remporte l'or en 2014, l'argent en 2004, 2005 et 2009 et le bronze en 2006. Elle participe une fois aux Jeux olympiques, en 2006 à Turin en Italie, avec Manuela Kormann, Michèle Moser, Mirjam Ott et Valeria Spälty. Elle est médaillée d'argent après une défaite en finale contre les Suédoises. Elle prend également part à trois éditions des championnats du monde, son meilleur résultat dans cette compétition étant une médaille d'or obtenue en 2014.